# Sergei Radamsky
Sergei Radamsky (* 15. September 1890 in Łódź, dt. Lodz; † 28. Januar 1973 in Portoferraio auf der Insel Elba) war ein russischstämmiger Tenorsänger und Gesangslehrer und engagierte sich als einer der ganz wenigen in den USA lebenden Künstler politisch für die Sowjetunion.

## Familie
Die Mutter Deborah stammte aus einer vermögenden jüdischen Holzhändlerfamilie aus Piotrków Trybunalski im damaligen Russisch-Polen, dt. Petrikau. Nach einem tragischen Unfall, bei dem zwei Bauern starben, gab der Großvater den Betrieb auf und zog nach Łódź. Hier lernten sich die Eltern von Radamsky kennen und heirateten. Sie betrieben einen Futtermittelhandel für die russische Armee, waren zwar nicht reich, hatten aber anders als viele jüdische Einwohner keine materiellen Sorgen. Sergei war das erste von insgesamt elf Kindern.

## Leben

### Jugend
Der Vater sang leidenschaftlich gern mit seiner Tenorstimme, musizierte mit Freunden und regte seinen Sohn bereits früh an, sich mit Musik zu beschäftigen. Eine Ausbildung bei einem Geigenlehrer konnte Radamsky nach einem Unfall, bei dem er sich einen Finger der rechten Hand verletzte, nicht fortsetzen. Auch ein Versuch am Cello scheiterte. Bereits früh wurde er in Łódź mit antisemitischer Gewalt konfrontiert. Bei der Russischen Revolution von 1905 wurde er Augenzeuge von Ausschreitungen und Demonstrationen und schloss sich als Jugendlicher den Sozialrevolutionären an. Nachdem er am 25. April 1908 Augenzeuge eines politischen Mordes wurde, fiel Radamsky der Geheimpolizei auf und musste im Oktober nach Deutschland flüchten, wobei einige seiner Begleiter erschossen wurden. Auf Anraten eines Vetters ging er nach Wien, um dort Esperanto zu lernen, wurde aber schon bald von einem Freund nach Alexandria eingeladen. Dort angekommen, arbeitete er zunächst als Aufseher von Kellnern in einem Hotel, wurde mit Homosexualität konfrontiert und musste nach einer unfreiwilligen Affäre das Land verlassen.

### Anfänge als Sänger
1910 reiste er an Bord des deutschen Dampfers Prinz Wilhelm in die Vereinigten Staaten, wofür damals noch kein Visum nötig war. In New York angekommen, arbeitete er als Näher in einer Fabrik für „Kniehosen“, die allerdings während der Sommerferien mehrere Monate schloss, so dass Radamsky zeitweise mittellos auf Parkbänken übernachten musste. Vor seinen Wirtsleuten sang er eines Tages die Arie des Lenski aus der Oper Eugen Onegin von Peter Tschaikowski, die Lieblingsarie seines Vaters. Daraufhin musste er häufiger vor Bekannten singen und nahm drei Stunden wöchentlich Gesangsunterricht, traf sich aber privat lieber mit linkssozialistischen Freunden, die Kontakt mit Leo Trotzki hatten. In der Metropolitan Opera hörte Radamsky erstmals eine Oper, Verdis Otello mit Leo Slezak in der Titelrolle. Nach mehreren enttäuschenden Versuchen mit diversen Gesangslehrern und einer Tätigkeit als Claqueur an der Met bewarb sich Radamsky dort als Chorsänger, wurde als Tenor engagiert, konnte die Tätigkeit aber aus finanziellen Gründen nicht aufnehmen, weil die Probenzeiten nicht bezahlt wurden. Daraufhin reiste er zwanzig Wochen im Chor der Ahorn Opera Company auf Tournee durch die USA und sang anschließend kleine Rollen im Century Opera House. Als Imitator von Enrico Caruso in einem Varieté war er so erfolgreich, dass der Starsänger ihn zum Vorsingen einlud und einige Ratschläge gab. Eigentliche Vorbilder waren jedoch Giuseppe De Luca und Hermann Jadlowker.
1916 wechselte Radamsky nach Boston, sang und unterrichtete dort am Konservatorium und trat häufig vor vermögenden Damenclubs auf. Am 3. April 1918 debütierte er mit einem Liederabend, bei dem er auch russische Volksweisen vortrug und wurde von anwesenden Kritikern gefeiert. Es folgten Tourneen durch Neuengland und den Mittleren Westen und 1919 und 1920 Auftritte in der New Yorker Aeolian Hall und dem Rialto Film Theater am Broadway. Inzwischen finanziell gut ausgestattet, konnte Radamsky 1923 nach Polen reisen, um seine Eltern zu besuchen und anschließend in Mailand seine Gesangsstudien fortzusetzen. Von der Misswirtschaft und dem Gesangsniveau in italienischen Theatern war er tief enttäuscht. Zurück in den USA, war Radamsky abermals erfolgreich, wurde häufig von reichen Privatleuten engagiert, bestritt Tourneen und sang als einer der ersten Weißen mit einem farbigen Konzertchor. Gleichzeitig blieb er der politischen Linken als aktives Mitglied treu.

### Tourneen in der Sowjetunion
An der Seite des amerikanischen Schriftstellers Theodore Dreiser, der vom sowjetischen Kulturminister Anatoli Wassiljewitsch Lunatscharski 1927 in die Sowjetunion eingeladen worden war, reiste Radamsky durchs Land und beeindruckte mit seiner politischen Haltung und seinen russischen Volksweisen. Kaum in die USA zurückgekehrt, wurde er abermals in die Sowjetunion eingeladen, um dort auf Tournee zu gehen. Unterbrochen von mehreren Kurz-Aufenthalten in den USA, trat Radamsky bis 1936 überwiegend in der Sowjetunion auf, gab dort rund 200 Konzerte, und erlebte als Augenzeuge Stalin am 26. Januar 1936 bei der skandalumwitterten und folgenreichen Aufführung von Schostakowitschs Oper Lady Macbeth von Mzensk im Bolschoi-Theater. 1934 hatte Radamsky den Kontakt zwischen den russischen Behörden und dem Chef des Cleveland Symphony Orchestra, Artur Rodziński, vermittelt, um die amerikanische Erstaufführung des Werks auf den Weg zu bringen. Radamsky selbst sollte inszenieren, scheiterte jedoch am Widerstand russischer Emigranten, die ihn als Kommunisten entschieden ablehnten. Im Zuge der stalinistischen Schauprozesse und der repressiven Kulturpolitik verließ Radamsky 1936 die Sowjetunion, aus der er regelmäßig für die Zeitung der amerikanischen Kommunisten, den Daily Worker, berichtet hatte.

### Hollywood und Emigration nach Europa
Zurück in den Vereinigten Staaten, wurde Radamsky freundlich empfangen, konnte seine Karriere fortsetzen und gründete 1940 eine Youth Opera Company auf einem gemieteten Bauernhof in New Jersey, die jedoch nicht erfolgreich war. Während des Zweiten Weltkriegs trat der Tenor als Truppenbetreuer auf. Ein Versuch, als Filmschauspieler in Los Angeles Fuß zu fassen, scheiterte am nicht ganz unbegründeten Gerücht, er sei „Kommunist“. Den Filmproduzenten Cecil B. DeMille machte er sich mit seinen Sympathien für die Demokraten zum Gegner. Radamsky arbeitete daraufhin in Los Angeles als Gesangslehrer, wurde jedoch 1948 vom Federal Bureau of Investigation wegen seiner politischen Haltung unter Beobachtung genommen und emigrierte nach Europa, wo er in Paris, Wien und Budapest als Gesangslehrer und Opernregisseur tätig war. Er siedelte sich in Portoferraio auf der italienischen Insel Elba an, unterrichtete dort, inszenierte in Deutschland und kehrte 1962 noch einmal nach Moskau zurück, als Juror des dortigen Tschaikowski-Wettbewerbs.

## Schüler
Zu den Schülern von Radamsky zählen der amerikanische Tenor William Blankenship, der aus Kiel stammende Bariton Claudio Nicolai, der finnische Bariton Kari Nurmela, der niederländische Bassbariton Theodorus „Theo“ Baylé, der texanische Bass Elfego Esparza, der deutsche Bass Otto von Rohr, der amerikanische Bass Frederick Guthrie und der Tenor Jerry J. Jennings.